# Campionati del mondo di ciclismo su pista 2024
I Campionati del mondo di ciclismo su pista 2024 (en. 2024 UCI Track Cycling World Championships) sono stati la centoventunesima edizione dei Campionati del mondo di ciclismo su pista. Si sono svolti a Ballerup, in Danimarca, dal 16 al 20 ottobre all'interno del Ballerup Super Arena.
Il programma prevedeva 22 gare, di cui 11 maschili e 11 femminili, le stesse dell'edizione precedente.

## Programma

### Legenda[3]
|   | Competizioni |
| F | Finale       |
| M | Mattino      |
| P | Pomeriggio   |

| Data →                   | 16 ottobre | 16 ottobre | 17 ottobre | 17 ottobre | 18 ottobre | 18 ottobre | 19 ottobre   | 19 ottobre | 20 ottobre | 20 ottobre |
| Evento ↓                 | M          | P          | M          | P          | M          | P          | M            | P          | M          | P          |
| ------------------------ | ---------- | ---------- | ---------- | ---------- | ---------- | ---------- | ------------ | ---------- | ---------- | ---------- |
| Chilometro a cronometro  |            |            |            |            | Q          | F          |              |            |            |            |
| Inseguimento individuale |            |            |            |            | Q          | F          |              |            |            |            |
| Keirin                   |            |            | R1, R, R2  | R3, F      |            |            |              |            |            |            |
| Omnium                   |            |            |            |            |            |            | SR, TR       | ER, PR     |            |            |
| Corsa a punti            |            |            |            |            | F          | F          |              |            |            |            |
| Scratch                  |            | F          |            |            |            |            |              |            |            |            |
| Velocità                 |            |            |            |            |            |            | Q, 1/16, 1/8 | QF         | SF         | F          |
| Inseguimento a squadre   | Q          | R1         |            | F          |            |            |              |            |            |            |
| Velocità a squadre       | Q          | R1, F      |            |            |            |            |              |            |            |            |
| Americana                |            |            |            |            |            |            |              |            |            | F          |
| Corsa a eliminazione     |            |            |            |            |            |            |              |            |            | F          |

| Data →                   | 16 ottobre | 16 ottobre | 17 ottobre   | 17 ottobre | 18 ottobre | 18 ottobre | 19 ottobre | 19 ottobre | 20 ottobre | 20 ottobre |
| Evento ↓                 | M          | P          | M            | P          | M          | P          | M          | P          | M          | P          |
| ------------------------ | ---------- | ---------- | ------------ | ---------- | ---------- | ---------- | ---------- | ---------- | ---------- | ---------- |
| 500m a cronometro        |            |            |              |            |            |            | Q          | F          |            |            |
| Inseguimento individuale |            |            |              |            |            |            | Q          | F          |            |            |
| Keirin                   |            |            |              |            |            |            |            |            | R1, R      | R2, R3, F  |
| Omnium                   |            |            |              |            | SR, TR     | ER, PR     |            |            |            |            |
| Corsa a punti            |            |            |              |            |            |            |            |            |            | F          |
| Scratch                  |            | F          |              |            |            |            |            |            |            |            |
| Velocità                 |            |            | Q, 1/16, 1/8 | QF         |            | SF, F      |            |            |            |            |
| Inseguimento a squadre   | Q          |            |              | R1, F      |            |            |            |            |            |            |
| Velocità a squadre       | Q          | R1, F      |              |            |            |            |            |            |            |            |
| Americana                |            |            |              |            |            |            |            | F          |            |            |
| Corsa a eliminazione     |            |            |              | F          |            |            |            |            |            |            |

## Medagliere
| Pos.   | Paese                       | Oro | Argento | Bronzo | Totale |
| ------ | --------------------------- | --- | ------- | ------ | ------ |
| 1      | Paesi Bassi                 | 4   | 5       | 2      | 11     |
| 2      | Gran Bretagna               | 4   | 4       | 5      | 13     |
| 3      | Danimarca (H)               | 4   | 2       | 1      | 7      |
| 4      | Giappone                    | 3   | 0       | 3      | 6      |
| 5      | Nuova Zelanda               | 2   | 0       | 2      | 4      |
| 6      | Belgio                      | 1   | 3       | 0      | 4      |
| 7      | Italia                      | 1   | 2       | 1      | 4      |
| 8      | Germania                    | 1   | 1       | 1      | 3      |
| 9      | Spagna                      | 1   | 0       | 0      | 1      |
| –      | Atleti Neutrali Autorizzati | 1   | 0       | 0      | 1      |
| 10     | Stati Uniti                 | 0   | 2       | 1      | 3      |
| 11     | Australia                   | 0   | 1       | 1      | 2      |
| 11     | Francia                     | 0   | 1       | 1      | 2      |
| 13     | Israele                     | 0   | 1       | 0      | 1      |
| 14     | Canada                      | 0   | 0       | 1      | 1      |
| 14     | Colombia                    | 0   | 0       | 1      | 1      |
| 14     | Irlanda                     | 0   | 0       | 1      | 1      |
| 14     | Norvegia                    | 0   | 0       | 1      | 1      |
| Totale | Totale                      | 22  | 22      | 22     | 66     |

## Podi
| Eventi                            | Oro                                                                                        | Argento                                                                            | Bronzo                                                                                      |
| Gare maschili                     |                                                                                            |                                                                                    |                                                                                             |
| Velocità dettagli                 | Harrie Lavreysen Paesi Bassi                                                               | Jeffrey Hoogland Paesi Bassi                                                       | Kaiya Ota Giappone                                                                          |
| Chilometro a cronometro dettagli  | Harrie Lavreysen Paesi Bassi                                                               | Jeffrey Hoogland Paesi Bassi                                                       | Joseph Truman Gran Bretagna                                                                 |
| Inseguimento individuale dettagli | Jonathan Milan Italia                                                                      | Josh Charlton Gran Bretagna                                                        | Daniel Bigham Gran Bretagna                                                                 |
| Inseguimento a squadre dettagli   | Danimarca Tobias Hansen Carl-Frederik Bévort Niklas Larsen Frederik Madsen Rasmus Pedersen | Gran Bretagna Ethan Hayter Josh Charlton Charlie Tanfield Oliver Wood Rhys Britton | Germania Tim Torn Teutenberg Benjamin Boos Ben Jochum Bruno Keßler Felix Groß               |
| Velocità a squadre dettagli       | Paesi Bassi Roy van den Berg Harrie Lavreysen Jeffrey Hoogland                             | Australia Ryan Elliott Leigh Hoffman Thomas Cornish                                | Giappone Yoshitaku Nagasako Kaiya Ota Yuta Obara                                            |
| Keirin dettagli                   | Kento Yamasaki Giappone                                                                    | Michail Jakovlev Israele                                                           | Kevin Quintero Colombia                                                                     |
| Scratch dettagli                  | Kazushige Kuboki Giappone                                                                  | Tobias Hansen Danimarca                                                            | Clément Petit Francia                                                                       |
| Corsa a punti dettagli            | Sebastián Mora Spagna                                                                      | Niklas Larsen Danimarca                                                            | Philip Heijnen Paesi Bassi                                                                  |
| Americana dettagli                | Germania Roger Kluge Tim Torn Teutenberg                                                   | Belgio Lindsay De Vylder Fabio Van Den Bossche                                     | Danimarca Niklas Larsen Michael Mørkøv                                                      |
| Omnium dettagli                   | Lindsay De Vylder Belgio                                                                   | Simone Consonni Italia                                                             | Yanne Dorenbos Paesi Bassi                                                                  |
| Corsa a eliminazione dettagli     | Tobias Hansen Danimarca                                                                    | Elia Viviani Italia                                                                | Dylan Bibic Canada                                                                          |
| Gare femminili                    |                                                                                            |                                                                                    |                                                                                             |
| Velocità dettagli                 | Emma Finucane Gran Bretagna                                                                | Hetty van de Wouw Paesi Bassi                                                      | Mina Sato Giappone                                                                          |
| 500 metri a cronometro dettagli   | Jana Burlakova Atleti Neutrali Autorizzati                                                 | Sophie Capewell Gran Bretagna                                                      | Katy Marchant Gran Bretagna                                                                 |
| Inseguimento individuale dettagli | Anna Morris Gran Bretagna                                                                  | Chloé Dygert Stati Uniti                                                           | Bryony Botha Nuova Zelanda                                                                  |
| Inseguimento a squadre dettagli   | Gran Bretagna Jessica Roberts Katie Archibald Josie Knight Anna Morris Megan Barker        | Germania Franziska Brauße Lisa Klein Mieke Kröger Laura Süßemilch                  | Italia Letizia Paternoster Chiara Consonni Martina Alzini Vittoria Guazzini Martina Fidanza |
| Velocità a squadre dettagli       | Gran Bretagna Katy Marchant Sophie Capewell Emma Finucane                                  | Paesi Bassi Kimberly Kalee Hetty van de Wouw Steffie van der Peet Kyra Lamberink   | Australia Molly McGill Kristina Clonan Alessia McCaig                                       |
| Keirin dettagli                   | Mina Sato Giappone                                                                         | Hetty van de Wouw Paesi Bassi                                                      | Katy Marchant Gran Bretagna                                                                 |
| Scratch dettagli                  | Lorena Wiebes Paesi Bassi                                                                  | Jennifer Valente Stati Uniti                                                       | Ally Wollaston Nuova Zelanda                                                                |
| Corsa a punti dettagli            | Julie Leth Danimarca                                                                       | Lotte Kopecky Belgio                                                               | Lara Gillespie Irlanda                                                                      |
| Americana dettagli                | Danimarca Amalie Dideriksen Julie Leth                                                     | Francia Victoire Berteau Marion Borras                                             | Gran Bretagna Neah Evans Katie Archibald                                                    |
| Omnium dettagli                   | Ally Wollaston Nuova Zelanda                                                               | Jessica Roberts Gran Bretagna                                                      | Anita Stenberg Norvegia                                                                     |
| Corsa a eliminazione dettagli     | Ally Wollaston Nuova Zelanda                                                               | Lotte Kopecky Belgio                                                               | Jennifer Valente Stati Uniti                                                                |